# Siamese Singles
Siamese Singles – box set grupy The Smashing Pumpkins, w którego skład wchodzą cztery płyty winylowe. Jego nakład jest ograniczony do sześciu tysięcy egzemplarzy. Znajdują się na nim single z albumu Siamese Dream, a także załączone do nich b-side'y.

## Lista utworów

### Cherub Rock
1. "Cherub Rock"
2. "Purr Snickety"

### Today
1. "Today"
2. "Apathy's Last Kiss"

### Disarm
1. "Disarm"
2. "Siamese Dream"

### Rocket
1. "Rocket"
2. "Never Let Me Down Again"

"Never Let Me Down Again" to cover piosenki Depeche Mode z albumu Music for the Masses.